# Turó de Corones (Ogassa)
El Turó de Corones és una muntanya de 1.515 metres que es troba al municipi d'Ogassa, a la comarca catalana del Ripollès.